# Championnat de Grèce de basket-ball 2013-2014
Navigation
Saison précédente Saison suivante
La saison 2013-2014 de Basket League OPAP A1 est la soixante-quatorzième édition du championnat de Grèce de basket-ball, la vingt-deuxième depuis la création de l'ESAKE (la ligue grecque professionnelle de basket-ball) . Il s'agit du premier niveau du championnat opposant quatorze clubs grecs en une série de vingt-six rencontres jouées durant la saison régulière de basket-ball.
À l'issue de la saison régulière, les huit premières équipes au classement sont qualifiées pour les playoffs. Le vainqueur de ces playoffs est désigné « Champion de Grèce ».
Les équipes classées treizième et quatorzième à l'issue de la saison régulière sont reléguées en A2.

## Clubs participants

### Clubs engagés pour la saison 2013-2014
Légende des couleurs
- Euroligue de basket-ball 2013-2014
- EuroCoupe de basket-ball 2013-2014
- Promu de A2

| Club                 | Classement 2012-2013 (en) | Entraîneur              | Salle                                  | Capacité théorique | Nombre de Saisons en A1 |
| -------------------- | ------------------------- | ----------------------- | -------------------------------------- | ------------------ | ----------------------- |
| Panathinaïkos BC     | 1                         | Argýris Pedoulákis      | Olympic Indoor Hall (OAKA)             | 19 250             | 64                      |
| Olympiakós BC        | 2                         | Geórgios Bartzókas      | Stade de la Paix et de l'Amitié        | 11 554             | 61                      |
| Paniónios BC         | 3                         | Ioánnis Sfairópoulos    | Hellinicon Olympic Arena               | 2 000              | 47                      |
| PAOK BC              | 4                         | Soulis Markopoulos (en) | PAOK Sports Arena (en)                 | 8 500              | 57                      |
| AGO Réthymnon        | 5                         | Thanasis Giaples        | gymnase municipal Melina Mercouri (en) | 1 600              | 4                       |
| Aris Salonique       | 6                         | Vangelis Angelou (en)   | Nick Galis Hall (en)                   | 5 500              | 60                      |
| Ikaros Chalkida (en) | 7                         | Dimitris Priftis        | Kanithou Indoor Hall                   | 1 600              | 4                       |
| Apollon Patras       | 8                         | Nikos Vetoulas (en)     | Apollon Patras Indoor Hall (en)        | 3 500              | 29                      |
| KAO Dramas           | 9                         | Giorgos Kalafatakis     | Drama Indoor Hall                      | 1 700              | 4                       |
| AO Kolossos Rodou    | 10                        | Minas Gkekos (en)       | Venetoklio Indoor Hall                 | 1 700              | 8                       |
| Panelefsiniakos      | 11                        | Giorgos Skarafingas     | Elefsina Indoor Hall                   | 1 150              | 2                       |
| Ilisiakos BC         | 12                        | Dimitris Liogas         | Ilissia Indoor Hall                    | 1 400              | 8                       |
| Néa Kifissia BC (en) | 1                         | Ilias Papatheodorou     | Zirinio Indoor Hall                    | 1 500              | 1                       |
| Aries Trikala (en)   | 2                         | Kostas Flevarakis       | Trikala Indoor Hall                    | 2 500              | 1                       |

### Classement de la saison régulière
| Rang | Équipe                 | Pts | J | G | P | Pp  | Pc  | Diff |
| ---- | ---------------------- | --- | - | - | - | --- | --- | ---- |
| 1    | Panathinaïkos T C      | 15  | 8 | 7 | 1 | 640 | 479 | 161  |
| 2    | Olympiakós BC F        | 14  | 8 | 8 | 0 | 693 | 505 | 188  |
| 2    | PAOK BC                | 14  | 8 | 6 | 2 | 635 | 596 | 39   |
| 3    | Paniónios BC           | 14  | 8 | 6 | 2 | 549 | 539 | 10   |
| 4    | AGO Réthymnon          | 13  | 8 | 5 | 3 | 624 | 635 | -11  |
| 5    | Apollon Patras         | 12  | 8 | 4 | 4 | 593 | 594 | -1   |
| 6    | Kolossos Rodou         | 11  | 8 | 3 | 5 | 560 | 638 | -78  |
| 7    | Aris Salonique         | 11  | 8 | 3 | 5 | 546 | 595 | -49  |
| 8    | KAO Dramas             | 11  | 8 | 3 | 5 | 591 | 629 | -38  |
| 9    | Panelefsiniakos        | 11  | 8 | 3 | 5 | 574 | 587 | -13  |
| 11   | Néa Kifissia BC (en) P | 10  | 8 | 2 | 6 | 521 | 577 | -56  |
| 12   | Ilisiakos BC           | 10  | 8 | 2 | 6 | 517 | 587 | -70  |
| 13   | Aries Trikala (en) P   | 10  | 8 | 2 | 6 | 589 | 591 | -2   |
| 14   | Ikaros Chalkida (en)   | 10  | 8 | 2 | 6 | 577 | 657 | -80  |

| Légende :                          |
| - Qualification pour les Play-offs |
| - Relégation en A2                 |
| T : Tenant du titre                |
| F : Finaliste de A1 2012-2013      |
| P : Promu de A2 2012-2013          |
| C : Vainqueur de la Coupe de Grèce |
| 0                                  |
| Source: esake.gr                   |

Note : Olympiakos commence le championnat avec une pénalité de deux points
Note : Les huit premiers sont qualifiés pour les play-offs. Les deux derniers sont relégués en A2.
Le classement est fonction du ratio de victoires par rapport au nombre de matchs disputés.

### Matches de la saison régulière
| Résultats (dom.\ext.)                                              | APO   | ARI   | IKA    | ILI   | KAO   | KIF   | KOL   | OLY    | PAO   | PNE    | PAN   | PAOK  | RET    | TRI   |
| Apollon Patras                                                     |       | 76-78 | -      | -     | 80-65 | -     | 76-66 | -      | -     | 69 - - | -     | -     | 73 - - | -     |
| Aris                                                               | -     |       | -      | -     | -     | 67-65 | -     | -      | 59-75 | -      | 63-65 | 75-79 | -      | -     |
| Ikaros Chalkida (en)                                               | 72-64 | -     |        | -     | 89-73 | -     | -     | -      | -     | -      | 73-80 | -     | -      | -     |
| Ilisiakos                                                          | -     | -     | -      |       | -     | 71-65 | -     | 57-78  | 60-87 | 74-84  | -     | -     | -      | 67-59 |
| KAO Dramas                                                         | 58-66 | -     | -      | 76-73 |       | -     | 76-79 | -      | -     | -      | 76-63 | -     | -      | -     |
| Néa Kifissia BC (en)                                               | -     | -     | 75-66  | -     | 84-95 |       | -     | -      | 65-88 | -      | -     | -     | -      | -     |
| Kolossos Rodos                                                     | -     | -     | -      | -     | -     | 62-59 |       | 61-94  | -     | -      | -     | -     | 66-76  | 76-72 |
| Olympiakos                                                         | 93-71 | 93-61 | 99-61  | -     | -     | -     | -     |        | 55-45 | -      | -     | 78-70 | -      | -     |
| Panathinaïkos                                                      | -     | -     | -      | -     | 93-72 | -     | -     | -      |       | 74-35  | 90-65 | -     | -      | -     |
| Panelefsiniakos                                                    | -     | -     | -      | 73-58 | -     | -     | 97-69 | -      | -     |        | 72-74 | -     | 72-87  | -     |
| Paniónios BC                                                       | -     | -     | -      | 69-64 | -     | 64-39 | -     | -      | -     | -      |       | -     | -      | 69-62 |
| PAOK                                                               | 78-74 | -     | -      | -     | 82-65 | -     | 88-81 | -      | -     | 81-72  | -     |       | -      | -     |
| AGO Réthymnon                                                      | -     | 84-77 | 82-77  | -     | -     | -     | -     | 79-103 | -     | -      | -     | 64-81 |        | 79-77 |
| Aries Trikala (en)                                                 | -     | -     | 100-65 | -     | -     | 64-69 | -     | -      | 68-88 | -      | -     | 87-76 | -      |       |
| - Victoire à domicile - Victoire à l'extérieur - Match non disputé |       |       |        |       |       |       |       |        |       |        |       |       |        |       |

## Clubs engagés en Coupe d'Europe
| Compétition européenne   | Clubs (classement)    | Raison d'attribution                   | Parcours |
| ------------------------ | --------------------- | -------------------------------------- | -------- |
| Euroligue tour principal | Panathinaïkos BC (2e) | Champion de Grèce                      | -        |
| Euroligue tour principal | Olympiakos BC (1re)   | Finaliste du championnat de Grèce      | -        |
| EuroCoupe                | Paniónios BC (3e)     | Demi-finaliste du championnat de Grèce | -        |
| EuroCoupe                | PAOK BC (4e)          | Demi-finaliste du championnat de Grèce | -        |